# پاپ پل سوم و نوه‌هایش
پاپ پل سوم و نوه‌هایش نقاشی رنگ روغن اثر تیسین نقاش اهل ایتالیا است. این نگاره در سال ۱۵۴۶ میلادی کشیده شده است. نقاشی پاپ پل سوم و نوه‌هایش در موزه کاپودیمونته واقع در ناپل نگهداری می‌شود. این نقاشی؛ پاپ پل سوم را به همراه نوه‌اش نشان می‌دهد.